# Head on to Heartache
Head on to Heartache – minialbum amerykańskiej grupy muzycznej DevilDriver wydany 21 kwietnia 2008 nakładem Roadrunner Records.

## Lista utworów
1. "Damning the Heavens" - 2:18
2. "Unlucky 13" - 4:06
3. "Guilty As Sin" - 3:06
4. "Digging Up the Corpses" - 3:52
5. "Head on to Heartache (Let Them Rot)" - 4:21

## Twórcy
- Bradley "Dez" Fafara – wokal
- Mike Spreitzer – gitara elektryczna
- Jeff Kendrick – gitara elektryczna
- Jon Miller – gitara basowa
- John Boecklin – perkusja, dodatkowa gitara